# RELOADED 〜Perfect Singles〜
『RELOADED 〜Perfect Singles〜』（リローデッド パーフェクト・シングルス）は、2005年3月2日にavex traxから発売された片瀬那奈のベスト・アルバム。

## 概要
ビデオクリップ集「RELOADED 〜Perfect Visuals〜」と同時リリースされた。それまでのシングルがすべて発売順に収録されている。初回限定盤（「RELOADED 〜Perfect Singles+DVD〜」）にはヒット曲のメガミックスとスペシャル・インタビュー収録。本作リリースを後に音楽活動は停止している。

## 収録曲

### CD
1. GALAXY
  - 作詞：kenko-p
  - 作曲：Marcus Cranberg、Patric Sarin
  - 編曲：Ta
  - テレビ朝日系ドラマ『逮捕しちゃうぞ-YOU'RE UNDER ARREST-』オープニングテーマ。
  - デビューシングルのトリプルA面。
2. TELEPATHY
  - 作詞：片瀬那奈
  - 作曲：Patrick Johansson、Linus Norden
  - 編曲：木本靖夫
  - デビューシングルのトリプルA面。
3. FANTASY
  - 作詞：片瀬那奈
  - 作曲・編曲：長岡成貢
  - テレビ東京系アニメ『ヒカルの碁』オープニングテーマ。
  - デビューシングルのトリプルA面。
4. Babe
  - 作詞：kenko-p
  - 作曲・編曲：原一博
  - 「2003 vodafone W杯モーグル」テーマソング。
  - 2ndシングル。
5. MY LIFE
  - 作詞：片瀬那奈
  - 作曲：Anthony Mazza、Ron Harris、Raquel Grassano
  - 編曲：K-Muto
  - 2ndシングルのC/W曲。
6. for you
  - 作詞：片瀬那奈
  - 作曲：Paul Taylor
  - 編曲：K-Muto
  - 2ndシングルのC/W曲。
7. Shine
  - 作詞：片瀬那奈、Satomi、rom△ntic high
  - 作曲：松本良喜
  - 編曲：土肥真生
  - TBS系ドラマ『こちら本池上署』主題歌。
  - 3rdシングルの両A面。
8. REVENGE 〜未来への誓い〜
  - 作詞：阿閉真琴
  - 作曲：重住ひろこ
  - 編曲：K-Muto
  - テレビ東京系アニメ『人間交差点〜HUMAN SCRAMBLE〜』オープニングテーマ。
  - 3rdシングルの両A面。
9. Necessary
  - 作詞：渡辺なつみ
  - 作曲：原一博
  - 編曲：土肥真生
  - ブルボン「クリオス」CMソング。
  - 4thシングルの両A面。
10. EVERY＊＊＊
  - 作詞：袖山咲
  - 作曲：桜井真一
  - 編曲：日高智
  - 関西テレビ・フジテレビ系『もしも体感バラエティ if』エンディングテーマ。
  - 4thシングルの両A面。
11. ミ・アモーレ〔Meu amor é…〕
  - 作詞：康珍化
  - 作曲：松岡直也
  - 編曲：平田祥一郎
  - 日本テレビ系『汐留スタイル!』Stylish Play。
  - 中森明菜のカバー曲。5thシングル。
12. 禁断のテレパシー
  - 作詞：秋元康
  - 作曲：後藤次利
  - 編曲：平田祥一郎
  - 工藤静香のカバー曲。6thシングル。
13. RELOADED MEGA-MIX
14. GALAXY〜Dub's Find Frontier Remix〜

### DVD
1. RELOADED MEGA-MIX PV
2. NANA KATASE（スペシャル・インタビュー）